# أسكيا بوكر
اسكيا بوكر (بالإنجليزية: Askia Booker) مواليد 31 أغسطس 1993 في إنغليووود، هو لاعب كرة سلة أمريكي. بدأ مسيرته الاحترافية في سنة 2015. يلعب في دوري الرابطة الوطنية لفئة التطوير كلاعب هجوم خلفي. يحمل الرقم 6. يبلغ طوله 6 قدم 1 بوصة (1.9 م). لعب مع نادي أركاديكوس لكرة السلة في اليونان.

## روابط خارجية
- أسكيا بوكر على موقع الدوري الإسباني لكرة السلة (الإسبانية)
- أسكيا بوكر على موقع كرة السلة الأوروبية.كوم (الإنجليزية)
- أسكيا بوكر على موقع كلية كرة السلة في سبورتس رفرنس.كوم (الإنجليزية)
- أسكيا بوكر على موقع ريلجم (الإنجليزية)
- أسكيا بوكر على موقع بروبوليرز (الإنجليزية)
- أسكيا بوكر على موقع سبورتس رفرنس (الإنجليزية)
- أسكيا بوكر على موقع سبورتس رفرنس (الإنجليزية)